# Phi Beta Kappa
La Phi Beta Kappa è la più antica Honor society accademica negli Stati Uniti d'America e la più prestigiosa, a causa della sua lunga storia e alla selettività accademica. Phi Beta Kappa ha lo scopo di promuovere e richiamare le eccellenze nelle arti liberali e nelle scienze e indurre gli studenti più promettenti nelle arti e scienze a frequentare solo college e università statunitensi scelte. Essa fu fondata al College di William e Mary il 5 dicembre 1776, come "fratellanza" collegiata (in lettere greche) e fu tra le prime società di fratellanza collegiate.
Phi Beta Kappa (ΦΒΚ) sta per Φιλοσοφία Βίου Κυβερνήτης (Philosophia Biou Kybernētēs), che significa "L'amore per la saggezza è la guida della vita."

## Appartenenza
Phi Beta Kappa è rappresentata solo in circa il 10% delle istituzioni accademiche statunitensi di elevato livello e solo il 10% dei laureati in questi istituti di Arti e Scienze sono invitati a far parte della società. Sebbene la gran parte degli studenti sia eletta in anni di studio avanzati, molti college eleggono un limitato numero di studenti, estremamente selezionati, nei loro primi anni, in genere in meno del 2% delle classi. Ogni capitolo stabilisce i propri standard accademici, ma tutti i candidati devono aver studiato le arti liberali e le scienze, dimostrato "buon temperamento morale", e, normalmente, raggiunto voti che li pongono tra i primi dieci della propria classe. (Comunque, almeno una scuola, l'Università di Princeton, ammette gli studenti baccalaureati di Scienza in Ingegneria (BSE) nella Phi Beta Kappa.). C'è una tariffa d'iniziazione obbligatoria (tra 50 dollari USA e i 95, nel 2005), che è talvolta coperta dalle reclute dell'università.
L'appartenenza alla Phi Beta Kappa è limitata ai laureandi con elevata valutazione scolastica, tipicamente di 3,8 su una scala di 4.

## Storia

### Origini

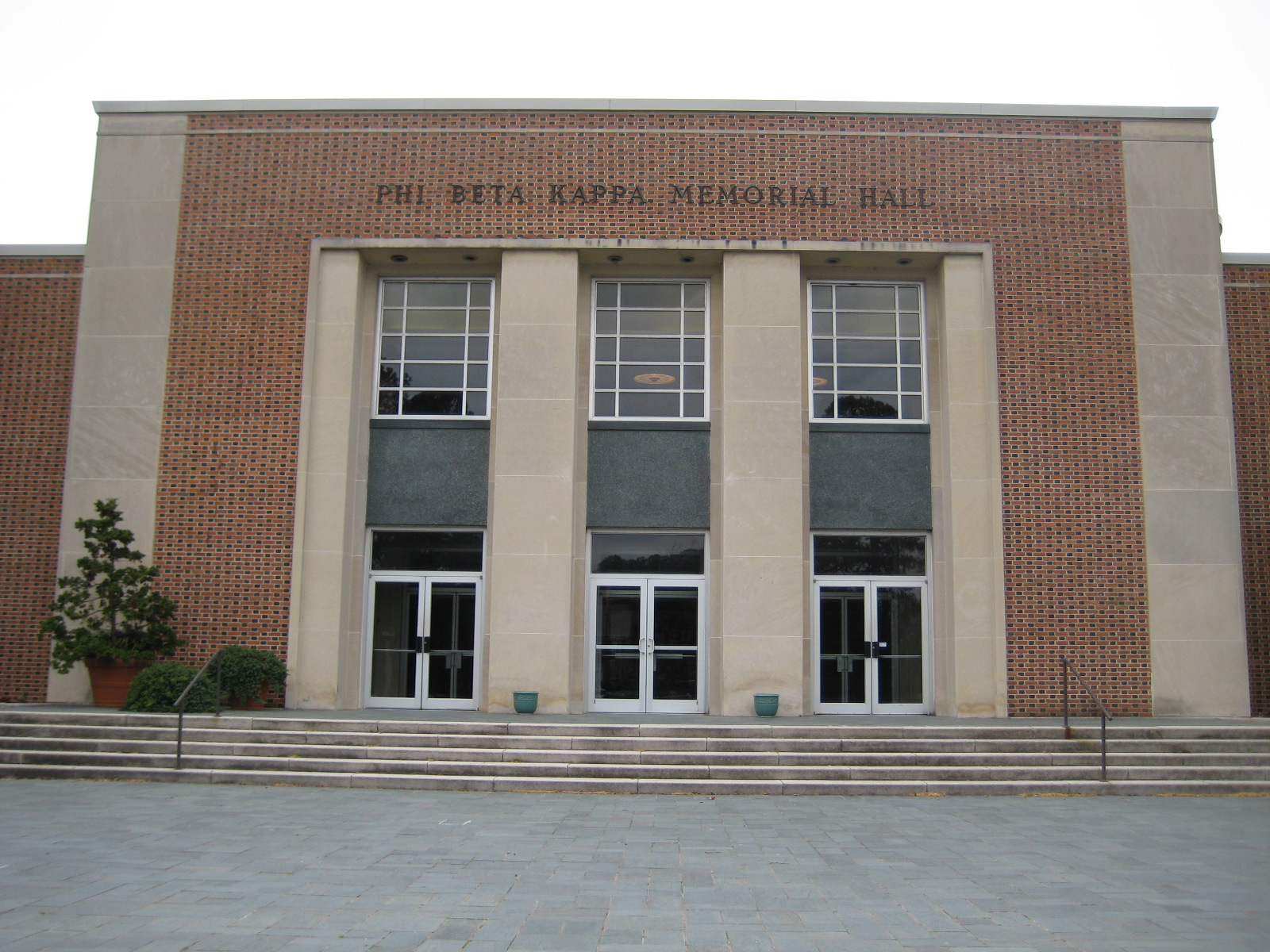
Phi Beta Kappa Memorial Hall ingresso presso il The College of William & Mary, ora demolendo.

La Società Phi Beta Kappa ebbe la sua prima riunione il 5 dicembre 1776, presso il College di William e Mary a Williamsburg, in Virginia, con cinque studenti e il cui primo presidente fu John Heath. La società stabilì il precedente di chiamare le società dei college statunitensi con le lettere iniziali di un motto greco segreto.
Il gruppo consisteva in studenti che frequentavano la Taverna di Raleigh come un luogo abituale per incontri fuori del campus del college. Una voce corrente sosteneva che anche una loggia massonica si riunisse in quella taverna, ma i veri massoni si riunivano in un altro edificio a Williamsburg (alcuni dei primi membri della Phi Beta Kappa divennero massoni, ma più avanti nella loro vita).
Se gli studenti organizzassero i loro incontri per trovarsi insieme più liberamente o per poter discutere di politica in una società rivoluzionaria non è noto. I primi scritti in merito indicano solo che gli studenti s'incontravano per discutere e impegnarsi nell'oratoria e in argomenti non lontani da quelli del loro curriculum. Nella iniziazione alla Phi Beta Kappa del 1779, il nuovo membro veniva informato informato che:
(dall'informativa impartita al nuovo membro della Phi Beta Kappa)

### Società fraterna della lettera latina
Vi era stata una prima società di fratellanza, la Società F.H.C. (cioè soprannominata Flat Hat Club), fondata nel College di William e Mary l'11 novembre 1750. La Società F.H.C. è il nome registrato della società segreta nel Nordamerica, ma, a differenza della Phi Beta Kappa, era una Società di Lettera-latina. Il suo nome derivava dalle lettere di un motto latino segreto con acronimo F.H.C.
Una seconda fratellanza di lettera Latina presso il College di William e Mary fu la P.D.A. Society (pubblicamente nota come Please Don't Ask = "per favore non fare domande").  Il politico John Heath, capo organizzatore di Phi Beta Kappa, secondo la tradizione cercò all'inizio l'adesione alla P.D.A., che però gli fu rifiutata, ma potrebbe invece essere lui stesso ad averla disdegnata. L'amico di Heath e compagno di studi, William Short successivamente scrisse che la P.D.A.
(William Short)

### Società segrete di fratellanza

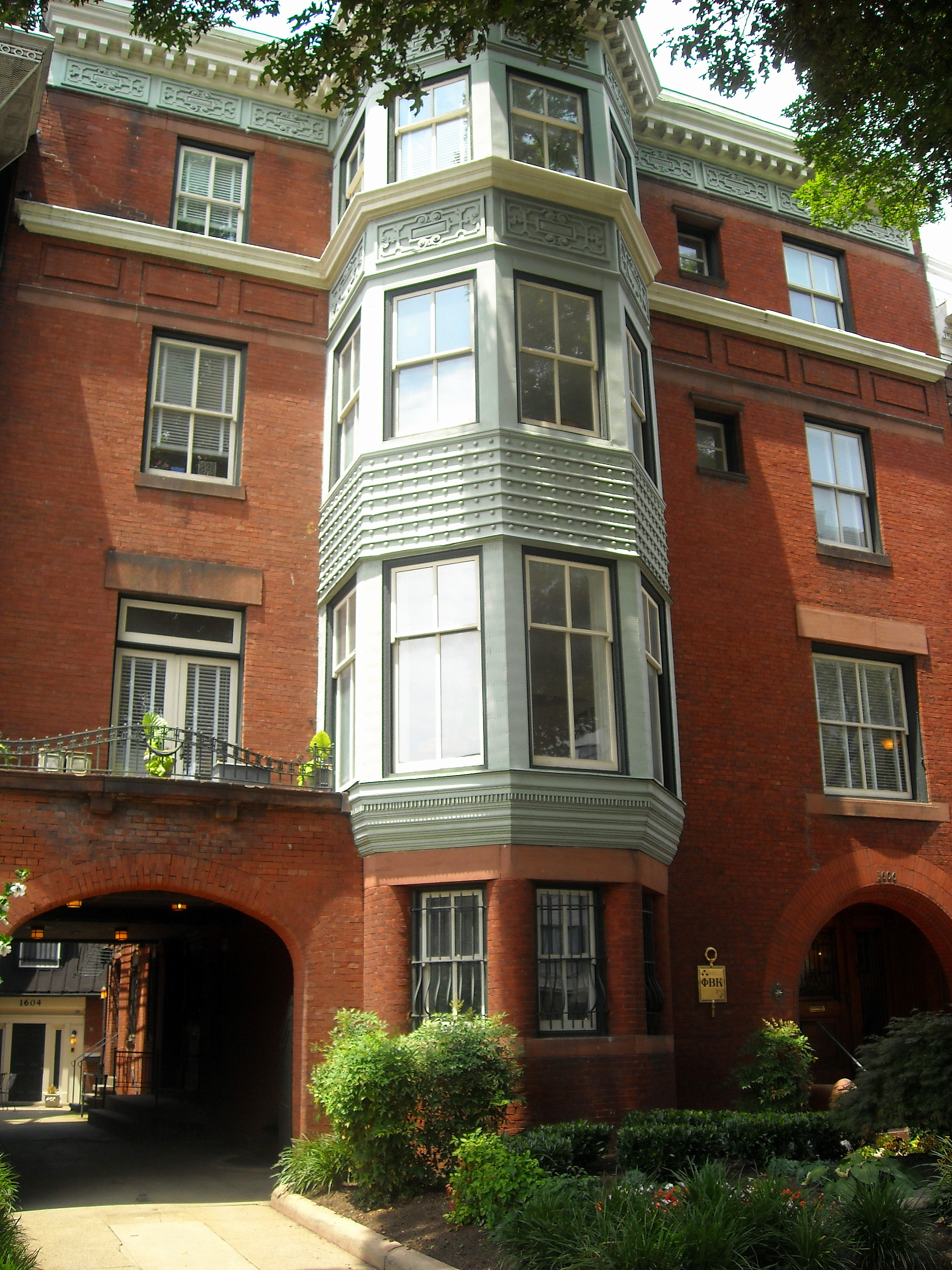
Il quartier generale della Società Nazionale Phi Beta Kappa Society sito in prossimità dello storico Dupont Circle di Washington

Era inteso che la nuova società dovesse essere "di pura matrice nazionale, senza alcun collegamento di sorta con Europei, che fossero Inglesi o Tedeschi." I fondatori dichiararono che la società era stata fondata per congenialità e per promuovere buon cameratismo, con "l'amicizia alla sua base e la benevolenza e la letteratura come suoi pilastri."
Come le vecchie fraternità di lettera latina, la Phi Beta Kappa era una società segreta. Per proteggere i suoi membri e instillare un senso di solidarietà, ciascuna aveva gli attributi essenziali di gran parte delle moderne fratellanze: un giuramento di segretezza, una tessera (o segno) e un diploma (o certificato) di appartenenza, motti (nel caso della Phi Beta Kappa, in Greco invece che in Latino), un rituale di iniziazione, una stretta di mano di riconoscimento; a questi, la Phi Beta Kappa, avrebbe aggiunto presto un altro attributo, rami o "capitoli" ad altri college.  Alla nuova società fu assegnato il motto, Φιλοσοφία Βίου Κυβερνήτης o in lettere latine Philosophia Biou Kybernētēs, che significa L'amore per l'apprendimento è la guida della vita. Fu scelto il greco, poiché esso era, al tempo dei Romani la lingua della scienza come il latino nel Medioevo.
Più avanti, nel maggio 1777, fu previsto un nuovo segno di riconoscimento: "un saluto con una stretta di mano insieme a un immediato colpo alla bocca con il dorso della stessa mano e un ritorno con la mano già usata per salutare".  Questo nuovo complesso di gesti fu creato per consentire il mutuo riconoscimento fra i membri "in qualsiasi paese straniero o luogo."
Prima del tentativo britannico di reclamare la sovranità inglese sulle colonie americane, compresa la Virginia, vi fu una provvisoria chiusura del College di William e Mary e uno sbandamento della Phi Beta Kappa all'inizio del 1781. Elisha Parmelee, un'allieva dell'Università Yale e dell'Università di Harvard, passò da Williamsburg e prese statuti dalla Phi Beta Kappa per fondare filiali della società in queste scuole. Un secondo capitolo fu fondato a Yale nel tardo 1780; un terzo ad Harvard nel 1781 e un a quarto al Dartmouth College nel 1787.

### Transizione verso società di onori academici
Ulteriori capitoli comparvero allo Union College nel 1817, al Bowdoin College nel 1825 e alla Università Brown nel 1830. Il capitolo originale al William & Mary fu ricostituito.  Nel 1831, il capitolo di Harvard rese pubblici i segreti della fraternità durante un periodo di forti sentimenti antimassonici.  Primo capitolo fondato dopo che la Phi Beta Kappa era divenuta una società "aperta" fu quello al Trinity College, nel Connecticut nel 1845.
Nel periodo precedette la Guerra civile, i capitoli delle Società sponsorizzavano inviti da parte di personaggi noti. Ralph Waldo Emerson nel 1837 sponsorizzava Harvard, "The American Scholar" è il più noto di queste sponsorizzazioni, ma ve ne furono dozzine di altre verso scuole come Bowdoin, Brown, Harvard, Union e Yale.
Come prima organizzazione collegiata di questo tipo ad adottare le lettere dell'alfabeto greco, la Phi Beta Kappa è generalmente considerata un precursore delle moderne fratellanze e sorellanze così come il modello per le ultime società onorarie collegiate.
Ironicamente, fu in parte il sorgere di vere fraternità "sociali" modellate sulla Phi Beta Kappa più tardi nel diciannovesimo secolo che mutò gli aspetti sociali dell'appartenenza all'organizzazione, trasformandola nell'attuale forma di società onoraria.
Nel 1883, quando furono istituiti i Capitoli Uniti della Phi Beta Kappa, vi erano 25 capitoli. Le prime donne furono elette presso la Società dell'Università del Vermont in 1875, il primo membro afroamericano, George Washington Henderson, fu eletto nella medesima istituzione due anni dopo. Nel 1885, comunque, Phi Beta Kappa eliminò quelle specializzazioni in ingegneria dalla eleggibilità. Tale pratica è in vigore ancora oggi.
Ogni capitolo è designato dal proprio stato e una lettera greca indica la sua posizione nell'ordine in cui quel capitolo dello stato venne fondato. Ad esempio, Alpha della Pennsylvania si riferisce al capitolo del Dickinson College, fondato nel 1887; Beta della Pennsylvania, al capitolo presso la Lehigh University (fondato successivamente lo stesso anno); Gamma della Pennsylvania, al capitolo presso Lafayette College (1890) e Delta della Pennsylvania, il capitolo all'Università della Pennsylvania (1892).
Al 1920, nelle varie scuole esisteva un totale di 89 capitoli.
Phi Beta Kappa fu una delle società di onori che fondarono il 30 dicembre 1925 l'Associazione dei College delle Honor Societies (ACHS). La sua partecipazione fu di breve durata poiché il 15 dicembre 1937, decise di ritirarsi e operare ancora come società indipendente.
Negli anni '60 il poeta e professore presso l'Università Vanderbilt Donald Davidson sostenne che la Phi Beta Kappa si trovava sotto l'influenza dei comunisti.
Nel 1988, i Capitoli Uniti della Phi Beta Kappa mutarono ufficialmente il loro nome in The Phi Beta Kappa Society, riprendendo il nome sotto il quale l'organizzazione era stata fondata nel 1776.
Oggi, Phi Beta Kappa partecipa a una meno coesa associazione di quattro delle più prestigiose società di onori chiamata Caucus delle Società di Onore, i membri della quale sono Phi Beta Kappa, Phi Kappa Phi, Sigma Xi e Omicron Delta Kappa.

## Emblema
L'emblema della Phi Beta Kappa Society è una chiave dorata che sul recto porta l'immagine di un dito puntato, tre stelle e le lettere greche dalle quali essa prende il nome. Sul verso si trovano scritte le lettere "SP". Uno storico ufficiale della società, William T. Hastings, e alcuni altri ritengono che la "S" e la "P", che stanno per Societas Philosophiae, ("Società di Filosofia)", erano la denominazione originale della Società e che "Phi Beta Kappa" fu adottato in un secondo tempo.

## Attività e pubblicazioni
La Società Phi Beta Kappa pubblica The Key Reporter, una rivista trimestrale a tutti i membri contributori e biannuale agli altri, e The American Scholar, un giornale trimestrale su abbonamento che accetta saggi di letteratura, storia, scienza, affari pubblici e cultura.
Phi Beta Kappa finanzia anche premi, iscrizioni e programmi.
I premi librari della Phi Beta Kappa sono il Premio Ralph Waldo Emerson, il Premio Christian Gauss e il Phi Beta Kappa Award in Science. Premi librari sono assegnati anualmente a libri scolastici pubblicati negli Stati Uniti.
Le opere premiate, che sono tratte dai campi dell'umanesimo, delle scienze sociali, delle scienze naturali e della matematica, devono essere di ampio interesse e accessibili al lettore medio. Ogni premio ammonta a 10.000 dollari. I premiati sono selezionati da cinque brevi elenchi di titoli per ogni categoria.
Il premio Mary Isabel Sibley Fellowship è riconosciuto annualmente, alternandosi nei campi di Greco e di Francese. Il premio può essere utilizzato per gli studi della lingua, della letteratura, della storia o dell'archeologia greche o della lingua o letteratura francesi. Fondato nel 1934 da Isabelle Stone (ΦΒΚ, Wellesley College) in onore di sua madre, Mary Isabel Sibley, il premio fu studiato come riconoscimento alle donne per la loro attività in queste due materie di studio con esperienze di studio e soggiorno all'estero, che Miss Stone compì in Grecia durante i suoi studi. Il premio vale 20.000 dollari.
Il premio Walter J. Jensen Fellowship per la lingua, lettereatura e cultura francesi ha lo scopo di aiutare educatori e ricercatori a migliorare le loro conoscenze nella lingua standard. Istituito nel 2001 dal professore Walter J. Jensen (ΦΒΚ, UCLA), il premio viene riconosciuto per almeno sei mesi continuativi trascorsi in Francia e fu inizialmente di 10.000 dollar nel 1995 e successivamente adeguato all'inflazione: il valore per il 2016 è stato di 15,500 dollari.
Il premio Dr. Martin R. Lebowitz e Eve Lewellis Lebowitz, assegnato per risultati e contributi filosofici, viene riconosciuto dalla Società Phi Beta Kappa insieme all Associazione Filosofica Americana.  L'associato simposio Lebowitz viene presentato annualmente all'incontro divisionale dell'Associazione Filosofica. Il premio fu fondato nel 2013 da Eve Lewellis Lebowitz in onore del suo ultimo marito, Martin R. Lebowitz, per fornire un significativo, tangibile riconoscimento alla eccellenza nel pensiero filosofico. Il programma del simposio consiste in un paio di conferenze da inviare ad un incontro annuale dell'APA e a eventi Phi Beta Kappa. L'argomento delle conferenze deve essere un importante contributo filosofico di interesse attuale e le conferenze devono offrire punti di vista diversi (non necessariamente opposti) sull'argomento in questione. Onorari per i partecipanti al simposio vengono finanziati su una base calibrata sulla misura dell'assegnazione. Precedenti assegnatari del premio hanno ottenuto fino a 25.000 dollari caduno.
Il premio Romanell-Phi Beta Kappa Professorale è riconosciuto annualmente agli studiosi nel campo della filosofia, senza alcuna restrizione sul pensiero filosofico. Il premio riconosce non solo risultati che si distinguono ma anche contributi rerali o potenziali alla comprensione pubblica della filosofia.
Dal 1956, il programma per studiosi in visita alla Phi Beta Kappa ha offerto a laureandi l'opportunità di trascorrere del tempo insieme a qualche studioso molto noto. Lo scopo del programma è di contribuire alla vita intellettuale del campus rendendo possibile uno scambio di idee tra gli studiosi in visita e i residenti e studenti della facoltà.
Phi Beta Kappa sponsorizza anche l'Iniziativa Nazionale per le Arti e Scienze, che attinge alla rete nazionale di membri, capitoli e associazioni per collegarsi con i leader, condividere i valori delle arti e delle scienze durante tutta la vita e difendere le politiche che rafforzano la formazione nelle arti e nelle scienze.

## I numeri
Phi Beta Kappa ha 290 capitoli, approvati dalla Convenzione nazionale.
Tra i suoi membri vi sono stati: 17 Presidenti degli Stati Uniti, 40 giudici della Corte Suprema e 136 Premi Nobel.
Nel 2008, alla Phi Beta Kappa Society fu riconosciuto il Premio per il Sostegno alle Arti e Scienze da parte del Consiglio dei Collegi di Arti e Scienze (CCAS). Quest'ultimo concede questo riconoscimento a persone od organizzazioni che dimostrano esemplare difesa delle arti e delle scienze, emergente da un profondo impegno nella formazione all'intrinseco valore delle arti liberali.